# McCune, Kansas
McCune là một thành phố thuộc quận Crawford, tiểu bang Kansas, Hoa Kỳ. Năm 2010, dân số của xã này là 405 người.

## Dân số
Dân số các năm:
- Năm 2000: 426 người
- Năm 2010: 405 người